# سليم الحسني
سليم الحسني هو أستاذ متقاعد للهندسة الميكانيكية في جامعة مانشستر، وقد منح درجة الأستاذية الفخرية من كلية العلوم الإنسانية بنفس الجامعة. ورئيس جمعية العلوم والتكنولوجيا والتمدن FSTC 
كما قام بإنشاء الموقع الأكاديمي www.MuslimHeritage.com;
في الإنترنت، قام بتكوين المعرض المتجول على مستوى العالم عن " 1001 اختراع من التراث العربي إلى العالم "، بغرض التعليم والتعريف بالثراث الإسلامي وأثره على عالمنا المحاضر. وقام بكتاب ذائع الشهرة في هذا المجال، 
وكتب مساعدة للتدريس CE4CE .

## نشأته
نشأ سليم الحساني في مدينة بغداد ب العراق وأكمل دراسته في المملكة المتحدة وعمل فيها منذ أوائل الستينيات من القرن الماضي. واختير عام 1991 أستاذا لتدريس الهندسة الميكانيكية بكلية العلوم والتكنولوجيا في جامعة مانشستر، وهو أحد المتخصصين القليلين في العالم في تشغيل المنشآت
التي تبنى في البحار والمحيطات بعيدا عن الشواطئ، وكذلك في مجال التحقيق في مسببات الحوادث في المنشآت الصناعية. ومن أحد فروع اهتماماته وقام بنشر الكتب عنها موضوع " التمثيل الرياضي بالحاسوب للعمليات الكيميائية الحيوية الطبية.
قام سليم الحساني بنشر أكثر من 200 من البحوث العلمية والكتب. وأشرف على 40 درجة للحصول على الدكتوراة وعلى نحو 50 بحث للحصول على درجة الماجستير، كما أشرف على عدد كبير من بحوث العلماء الناشئين بعد حصولهم على الدكتوراة، وله عدة اختراعات مسجلة في مجال الهندسة الميكانيكية.
وخلال العشرين سنة الماضية اهتم سليم بتنمية الجذور الثقافية للعلوم كساحة للتلاحم بين المجتمعات، ولنشر الثقافة في عالم يحب السلام. ومن ضمن ذلك فهو يقوم بإحياء تراث الأقدمين وبالأخص العرب والمسلمين منهم، وأولئك الذين أشاعوا نور العلم في عهود الظلام في أوروبا أثناء العصر الذهبي للإسلام، ولتوضيح العلاقة بين مجهوداتهم آنذاك وتأثيراتها على تقدمنا العلمي الحالي.
ومجهودات سليم الحساني في مجال تأريخ العلوم والتكنولوجيا جعلته أحد العلماء المرموقين في هذا المجال على مستوى العالم.